# تأتب
التأتب أو حساسية سريعة وراثية (بالإنجليزية: Atopy)‏ هو الاستعداد أو القابلية الجسدية لحدوث وتطور بعض أنواع ردود الفعل التحسسية المفرطة. قد يحتوي التأتب على مكون وراثي على الرغم من أن الاتصال مع مولدات الحساسية أو المواد المهيجة يجب أن يحدث قبل أن يتطور تفاعل فرط الحساسية، وقد تكون الصدمة النفسية للأم في الرحم مؤشرا قويا على تطور التأتب.
تمت صياغة مصطلح "atopy" من قبل كوكا وكوكي في عام 1923،ويستخدم العديد من الأطباء والعلماء مصطلح «التأتب» لأي تفاعل بواسطة IgE (حتى تلك التفاعلات المناسبة والملائمة للمستضد)، ولكن العديد من أطباء الأطفال يحتفظون بكلمة «التأتب» للتأهب الوراثي الوسيطي لتفاعل IgE المفرط،المصطلح هو من اليونانية ἀτοπία بمعنى «حالة التواجد خارج المكان» أو «سخافة».

## العلامات والأعراض
التأتب هو متلازمة تتميز بالميل إلى أن تكون «شديدة الحساسية»، يعرض الشخص المصاب بالتهاب عادةً واحدًا أو أكثر مما يلي: الأكزيما (التهاب الجلد التأتبي)، التهاب الأنف التحسسي (حمى الكلأ)، أو الربو التحسسي، يعرض بعض الأشخاص الذين يعانون من التأتب ما يشار إليه باسم «الثالوث التحسسي» للأعراض أي الحالات الثلاثة المذكورة أعلاه، ويميل الأشخاص المصابون بالتأتب أيضًا إلى الإصابة بحساسية الغذاء والتهاب الملتحمة التحسسي وأعراض أخرى تتميز بحالتهم شديدة الحساسية، وتم العثور على التهاب المريء اليوزيني مرتبط بالحساسية التأتبية، وقد يظهر التأتب مرتبطًا بالتحسس الغلوتيني اللا باطني غير المشخص.
يمكن أن تكون متلازمة التأتب قاتلة بالنسبة لأولئك الذين يعانون من ردود فعل تحسسية خطيرة مثل صدمة الحساسية المفرطة الناجمة عن ردود الفعل على الطعام أو البيئة.

## الفيزيولوجيا المرضية
جميع المكونات الفردية للتأتب يكون جزء من سببها على الأقل الحساسية (وتعرف بتفاعلات فرط الحساسية من النوع الأول)؛ لذلك تظهر الاستجابات التأتبية بعد تعرض الجسم لمسببات الحساسية المختلفة على سبيل المثال حبوب اللقاح أو الوبغ أو عث الغبار أو بعض الأطعمة أو المهيجات الكيميائية / الفيزيائية.
على الرغم من أن التأتب له تعريفات مختلفة إلا أنه يتم تعريفه عمومًا من خلال وجود معدلات مرتفعة من IgE الكلي والمتخصص للحساسية في المصل، مما يؤدي إلى اختبارات إيجابية لوخز الجلد على مسببات الحساسية الشائعة.

## الأسباب
تحدث تفاعلات التأتب بواسطة تفاعل فرط الحساسية الموضعي لمسببات الحساسية، ويتضح أن التأتب يقوم بإظهار مكون وراثي قوي؛ حيث توصلت إحدى الدراسات إلى أن خطر الإصابة بالتهاب الجلد التأتبي (3%) أو التأتب بشكل عام (7%) يزيد بعامل اثنين مع كل فرد من عائلة الدرجة الأولى يعاني بالفعل من التأتب، بالإضافة إلى ذلك فإنه يُفهم بشكل متزايد أن الإجهاد الأمومي والبرمجة في الفترة المحيطة بالولادة سببان جذريان لظهور التأتب، ووجد أنه قد تكون الصدمة قوية بشكل خاص في سلسلة الأحداث البيولوجية التي تزيد من قابلية التعرض للتأتب وقد تساعد في تفسير الخطر المتزايد الموجود في المناطق الحضرية ذات الدخل المنخفض.
يُعتقد أيضًا أن العوامل البيئية تلعب دورًا في تطور التأتب، وتعد «فرضية النظافة» أحد النماذج التي قد تفسر الارتفاع الحاد في حدوث الأمراض التأتبية بالرغم من أن هذه الفرضية غير مكتملة وفي بعض الحالات متناقضة مع النتائج، تقترح هذه الفرضية أن النظافة الزائدة في بيئة الرضيع أو الطفل يمكن أن تؤدي إلى انخفاض في عدد المنبهات المعدية الضرورية للتطور السليم للجهاز المناعي، وقد يؤدي انخفاض التعرض للمنبهات المعدية إلى اختلال التوازن بين عناصر الاستجابة المعدية (الوقائية) وعناصر الاستجابة التحسسية (فيما يعرف ب «الإنذار الخاطئ») داخل الجهاز المناعي.
تشير بعض الدراسات أيضًا إلى أن النظام الغذائي للأم أثناء الحمل قد يكون سبباً في الإصابة بأمراض التأتب (بما في ذلك الربو) في النسل، مما يوحي أيضا بأن استهلاك مضادات الأكسدة وبعض الدهون و/ أو حمية البحر الأبيض المتوسط قد يساعد في الوقاية من الأمراض التأتبية.
أشارت دراسة "PARSIFAL" متعددة المراكز في عام 2006 والتي شملت 6630 طفلاً تتراوح أعمارهم بين 5 إلى 13 عامًا في 5 دول أوروبية إلى أن انخفاض استخدام المضادات الحيوية وخافضات الحرارة يرتبط بتقليل خطر الإصابة بأمراض الحساسية لدى الأطفال.

### علم الوراثة
هناك استعداد وراثي قوي تجاه الحساسية التأتبية خاصة على جانب الأم، وبسبب الأدلة الأسرية القوية حاول الباحثون تعيين الجينات القابلة للتأتب، وجينات التأتب (EMSY، STAT6، SLC25A46، HLA-DQB1، IL1RL1 / IL18R1، TLR1 / TLR6 / TLR10، LPP MYC / PVT1، IL2 / ADAD1، HLA-B / MICA) تميل إلى المشاركة في الحساسية أو المكونات الأخرى من الجهاز المناعي، ويبدو أن C11orf30 هو الأكثر ملاءمة للتأتب حيث إنه قد يزيد من قابلية التحسس المتعدد.

### العنقودية الذهبية
توفر حمامات التبييض سيطرة مؤقتة على الأكزيما، وتعد السيبروفلوكساسين مادة مسببة للحساسية فقد تسبب التهاب الجلد التماسي والذي لا يمكن تمييز أعراضه عن الأكزيما، وترتبط طفرات الفيلاجرين بالإكزيما التأتبية وقد تسهم في جفاف الجلد الزائد وفقدان وظيفة الحاجز في الجلد الطبيعي، ومن الممكن أن تكشف طفرات الفيلاجرين وفقدان حاجز الجلد الطبيعي الشقوق التي تجعل المكورات العنقودية الذهبية تستعمر الجلد، وغالبا ما يرتبط الأكزيما التأتبية بالعيوب الوراثية في الجينات التي تتحكم في استجابات الحساسية، ولذلك اقترح بعض الباحثين أن الأكزيما التأتبية هي استجابة لحساسية لزيادة استعمار المكورات العنقودية الذهبية للجلد، ويعتبر مؤشر السمة المميزة للأكزيما التأتبية هو تفاعل إيجابي «للانتبار والوهيج» لاختبار الجلد لمستضدات المكورات العنقودية الذهبية، بالإضافة إلى ذلك وثقت العديد من الدراسات أن الاستجابة بواسطة IgE للمكورات العنقودية الذهبية موجودة في الأشخاص الذين يعانون من الأكزيما التأتبية.

## التغييرات في الانتشار
في البالغين يبدو أن انتشار تحسس IgE لمسببات الحساسية من عث غبار المنزل والقطط -ولكن ليس العشب- يتناقص بمرور الوقت مع تقدم العمر، ومع ذلك فإن الأسباب البيولوجية لهذه التغييرات ليست مفهومة تماما.

## العلاج
الستيرويدات القشرية: إن اكتشاف الكورتيكوستيرويدات في الخمسينيات وإدماجها لاحقًا في الكريمات والمراهم الموضعية قد أتاح تقدمًا كبيرًا في علاج الأكزيما التأتبية، ولذلك فإن استخدام الستيرويدات الموضعية يحد من العديد من الآثار الجانبية غير المرغوب فيها للإدارة الجهازية للستيروئيدات القشرية. والستيرويدات الموضعية تتحكم في الحكة والطفح الجلدي المصاحب للأكزيما التأتبية، ولاستخدام الستيرويد الموضعي اثار جانبية كثيرة، وينصح الناس باستخدام السترويدات الموضعية باعتدال وعند الحاجة فقط.
المطبعات المناعية: أصبحت كريمات ومراهم البيميكروليميس والتاكروليميس متوفرة في الثمانينات، وهي توصف أحيانًا للأكزيما التأتبيّة حيث يتصرفون بالتداخل مع الخلايا التائية.
تجنب الجلد الجاف: الجلد الجاف هو سمة شائعة للأشخاص الذين يعانون من الأكزيما التأتبية (انظر أيضًا الأكزيما للحصول على المعلومات) ويمكن أن يؤدي إلى تفاقم الأكزيما التأتبية.
تجنب مسببات الحساسية والمهيجات: انظر الأكزيما للحصول على معلومات.